# 고로역 (효고현)
고로역(일본어: 香呂駅)은 일본 효고현 히메지시에 위치한 서일본 여객철도 반탄 선의 철도역이다. 단선 · 섬식의 형태를 가진 2면 3선 구조의 복합 승강장을 갖춘 지상역이다. 그러나, 나머지 1선은 대피 · 교환용으로 쓰이기 때문에 실질적으로는 2면 2선을 운용하고 있다.

## 타는 곳
| 1 | ■ 반탄 선      | 상행           | 히메지 방면              |                         |
| 1 | ■ 반탄 선      | 하행           | 데라마에 · 와다야마 방면 | 통상은 이 승강장        |
| 2 | ■ 반탄 선      | 하행           | 데라마에 · 와다야마 방면 | 혼잡 시간대와 교행할 때 |
| 3 | (사용 정지 중) | (사용 정지 중) | (사용 정지 중)           | (사용 정지 중)          |

## 이용 현황
| 승차 인원 추이 | 승차 인원 추이 |
| 연도           | 1일 평균       |
| -------------- | -------------- |
| 2000           | 1,795          |
| 2001           | 1,743          |
| 2002           | 1,677          |
| 2003           | 1,636          |
| 2004           | 1,663          |
| 2005           | 1,657          |
| 2006           | 1,653          |
| 2007           | 1,585          |
| 2008           | 1,590          |
| 2009           | 1,602          |
| 2010           | 1,618          |

## 역 주변
- 히메지 시청 고데라 사무소
- 고데라 민속 자료관

## 인접 역
| 서일본 여객철도 반탄 선 | 서일본 여객철도 반탄 선 | 서일본 여객철도 반탄 선 |
| ----------------------- | ----------------------- | ----------------------- |
| 니부노 히메지 방면      | ■ 반탄 선               | 미조구치 와다야마 방면  |